# Vegueria
- Barcelona (Àmbit metropolità)

Els àmbits de l'actual PTGC, amb les seves vuit vegueries i la Vall d'Aran no inclòs a cap: Barcelona (Àmbit metropolità)
Alt Pirineu
Camp de Tarragona
Penedès
Catalunya Central
Comarques Gironines
Ponent
Terres de l'Ebre
Val d'Aran (entitat territorial singular)

Una vegueria és la divisió territorial històrica de Catalunya que estableix l'Estatut d'Autonomia de Catalunya de 2006, amb personalitat jurídica pròpia i amb dues funcions: el govern intermunicipal de cooperació local i l'organització dels serveis de la Generalitat de Catalunya.
La divisió territorial de Catalunya de 1936 va definir per primer cop les comarques administratives i les regions o vegueries modernes de Catalunya. La Ponència encarregada va fer la definició el 1932, i va ser oficial del 1936 al 1939. Posteriorment es va mantenir en l'àmbit acadèmic. El 1987 es van restaurar les comarques.

## Llista de les actuals vegueries a Catalunya
- Vegueria de l'Alt Pirineu i Aran: Alta Ribagorça, Alt Urgell, Cerdanya, Pallars Jussà i Pallars Sobirà.[1]
  - Val d'Aran "La Vall d'Aran entra dins de la vegueria de l'Alt Pirineu i Aran, però té un règim especial."
- Vegueria de Barcelona: Baix Llobregat, Barcelonès, Maresme, Vallès Oriental i Vallès Occidental.
- Vegueria del Camp de Tarragona: Tarragonès, Alt Camp, Baix Camp, Conca de Barberà i Priorat.
- Vegueria de les Comarques Gironines: Alt Empordà, Baix Empordà, Garrotxa, Gironès, Pla de l'Estany, Selva i Ripollès.
- Vegueria de la Catalunya Central: Bages, Berguedà, Moianès, Osona, Solsonès i Lluçanès.
- Vegueria de Ponent: Garrigues, Noguera, Segarra, Segrià, Pla d'Urgell i Urgell.
- Vegueria de les Terres de l'Ebre: Baix Ebre, Montsià, Ribera d'Ebre i Terra Alta.
- Vegueria del Penedès: Alt Penedès, Anoia (exclosa la proposta de comarca coneguda com a Alta Segarra, al voltant del municipi de Calaf, inclosa a la vegueria de la Catalunya Central), Baix Penedès i Garraf
- Regió reivindicada de L’Alt Ter: Osona, Lluçanès (inclosos els municipis de Sant Feliu Sasserra i Santa Maria de Merlès) i Ripollès.

| Vegueries oficials      | Vegueries oficials       | Vegueries oficials                                                               | Vegueries oficials | Vegueries oficials | Vegueries oficials               | Vegueries oficials | Vegueries oficials       |
| Nom                     | Nom                      | Capital                                                                          | Població           | %                  | Diferencia població any anterior | Superfície km²     | Densitat (habitants/km²) |
| Vegueria                | Àmbit funcional          | Capital                                                                          | Població           | %                  | Diferencia població any anterior | Superfície km²     | Densitat (habitants/km²) |
| ----------------------- | ------------------------ | -------------------------------------------------------------------------------- | ------------------ | ------------------ | -------------------------------- | ------------------ | ------------------------ |
| Barcelona               | Metropolità de Barcelona | Barcelona                                                                        | 4.997.394          | 63,24%             | 80.547                           | 2.464,38           | 1.986,7                  |
| Comarques Gironines     | Comarques Gironines      | Girona                                                                           | 792.661            | 10,03%             | 30.971                           | 5.583,89           | 135,4                    |
| Camp de Tarragona       | Camp de Tarragona        | Tarragona                                                                        | 547.800            | 6,93%              | 11.347                           | 2.703,30           | 192,8                    |
| Penedès                 | Penedès                  | Cocapitals: •El Vendrell •Igualada •Vilafranca del Penedès •Vilanova i la Geltrú | 508.653            | 6,44%              | 10.889                           | 1.745,70           | 274,8                    |
| Catalunya Central       | Catalunya Central        | Manresa                                                                          | 420.892            | 5,33%              | 10.889                           | 4.940,69           | 82,5                     |
| Ponent                  | Ponent                   | Lleida                                                                           | 373.613            | 4,73%              | 8.324                            | 5.585,95           | 65,1                     |
| Terres de l'Ebre        | Terres de l'Ebre         | Tortosa                                                                          | 185.091            | 2,34%              | 2.860                            | 3.308,45           | 53,9                     |
| Alt Pirineu             | Alt Pirineu              | La Seu d'Urgell                                                                  | 65.363             | 0,83%              | 1.471                            | 5.775,62           | 12,5                     |
| Val d'Aran              | Val d'Aran               | Vielha e Mijaran                                                                 | 10.496             | 0,13%              | 1.471                            | 5.775,62           |                          |
| Vegueries reivindicades |                          |                                                                                  |                    |                    |                                  |                    |                          |
| Alt Ter                 | Alt Ter                  | Vic                                                                              | 202.334            | 2,52%              | 5.612                            | 2.276,30           | 88,8                     |

## Llei de l'Organització Veguerial de Catalunya
L'Estatut del 2006 va introduir el restabliment de les vegueries com a divisions territorials amb personalitat jurídica pròpia. Segons l'avantprojecte de Llei de l'Organització Veguerial de Catalunya del desembre del 2009, la divisió inicial havia de ser de set vegueries: Alt Pirineu i Aran, Barcelona, Camp de Tarragona, Girona, Central, Lleida i Terres de l'Ebre. S'hi preveuen els mecanismes d'organització i modificacions, així com la transferència de recursos des de les diputacions a les vegueries.
Les seus institucionals de les vegueries es preveuen a Barcelona, Tarragona, Girona, Lleida, Tortosa i es desconeix en quines ciutats es trobaran les seus de les vegueries de l'Alt Pirineu i la Central. La Generalitat acceptà que la Vall d'Aran quedés fora d'aquesta organització territorial, tot i que es preveu que provisionalment formi part de la vegueria pirinenca i que el consell de vegueria de l'Alt Pirineu delegui al Conselh Generau d'Aran les funcions.
L'any 2017 es modifica la llei per incorporar una vuitena vegueria, la qual inclou la comarca natural i territori històric català del Penedès (l'Alt Penedès, el Baix Penedès i el Garraf) i part de l'Anoia (menys vuit municipis, els quals segueixen adscrits a l'àmbit de les Comarques Centrals).

## Reivindicacions
El Conselh Generau d'Aran va reclamar en diverses ocasions que la comarca no pertangués a cap altra divisió territorial diferent de la mateixa vall. La Vall d'Aran ha constituït el Règim Especial d'Aran des de la promulgació de la llei 1/2015 del règim especial d'Aran.
Per altra part, hi han moltes reclamacions per la creació d'una futura vegueria de l'Alt Ter per les seves raons històriques, territorials i culturals, i molta gent s'ha mostrat contrària a les divisions administratives que varen ser imposades per la Generalitat de Catalunya a finals de la dècada del 2000.
Existeixen campanyes per reclamar noves vegueries:
- Vegueria de l'Alt Ter, amb les comarques d'Osona i el Ripollès.[6]
- Vegueria del Penedès, amb les comarques de l'Alt Penedès, l'Anoia, el Baix Penedès i el Garraf, que es va crear com a Àmbit funcional territorial per la llei 23/2010 en 2010 (a excepció d'alguns municipis d'Anoia) i com a vegueria el 2017.[7][8]

## Televisions públiques per vegueria
| Logo | Nom del canal             | Nom complet                                                                                             | Territori            | Seu                    |
| ---- | ------------------------- | --- | -------------------- | ---------------------- |
|      | Sense Canal               | Consorci per a la gestió de la televisió digital local pública de la demarcació de Barcelona            | Barcelona            | Barcelona              |
|      | Sense Canal               | Consorci per a la gestió de la televisió digital local pública de la demarcació de Comarques Gironines  | Comarques Gironines  | Girona                 |
|      | TAC 12                    | Consorci per a la gestió de la televisió digital terrestre del Camp de Tarragona                        | Camp de Tarragona    | Tarragona              |
|      | Penedès Televisió         | Consorci Penedès Televisió                                                                              | Vegueria del Penedès | Vilafranca del Penedès |
|      | Canal Blau                | Consorci Teledigital del Garraf                                                                         | Vegueria del Penedès | Vilanova i la Geltrú   |
|      | ** Canal Taronja          | Consorci per a la gestió de la televisió digital local pública de la demarcació de Catalunya Central    | Catalunya Central    | Manresa                |
|      | ** Lleida TV              | Consorci per a la gestió de la televisió digital local pública de la demarcació de Ponent               | Ponent               | Lleida                 |
|      | ** Canal Terres de l'Ebre | Consorci per a la gestió de la televisió digital local pública de la demarcació de les Terres de l'Ebre | Terres de l'Ebre     | Tortosa                |
|      | ** Pirineus TV            | Consorci per a la gestió de la televisió digital local pública de la demarcació de Alt Pirineu          | Alt Pirineu          | La Seu d'Urgell        |
|      | Aran TV                   | Consorci per a la gestió de la televisió digital local pública de la demarcació de Aran                 | Aran                 | Vielha e Mijaran       |

** Arran de la crisi del 2007, són un canal privat que fa la funció que hauria de fer el canal públic. Aquest canal públic no es va poder posar en marxa per manca de finançament.